# Colle San Vito
Colle San Vito è una frazione del comune italiano di Tornimparte, in Abruzzo. È un borgo rurale sito in una zono collinare dell'Appennino abruzzese.

## Storia
Non esiste una data certa per la fondazione del borgo di Colle San Vito, ma sembra avere origini medievali, risalenti almeno al XII secolo.

## Monumenti e luoghi d'interesse
In paese si trova la chiesa di San Vito, parrocchiale, documentata già in una bolla di Alessandro III del 1178; crollata con il terremoto del 1915, venne riedificata nel 1934-35. L'edificio ospita opere d'arte di rilievo, tra cui una statua lignea di San Vito attribuita allo scultore rinascimentale Saturnino Gatti; questa scultura, realizzata tra la fine del XV e l'inizio del XVI secolo, è considerata un esempio significativo dell'arte sacra abruzzese.

## Cultura
La storia culturale di Colle San Vito è strettamente legata alle tradizioni agricole e pastorali dell'Appennino abruzzese. Il borgo ha mantenuto nel tempo usanze e pratiche che rispecchiano la vita laboriosa delle comunità montane.
Rievocativa in proposito è la Festa della Trebbiatura, una manifestazione annuale che celebra le antiche tradizioni agricole del territorio. Durante l'evento il borgo si anima con la rievocazione delle tecniche tradizionali di lavorazione del grano, come la "trita" con i cavalli e l'uso di una trebbia d'epoca azionata da un trattore Landini "testa calda". I visitatori possono assistere a dimostrazioni pratiche, esplorare itinerari dedicati agli antichi mestieri e degustare piatti tipici della cucina locale, tra cui il pancotto dell'ortolano, gli gnocchetti con i ceci e la pecora "aju cotturu".